# Ridderorden in Cuba
De Republiek Cuba stelde na de onafhankelijkheid van Spanje meerdere ridderorden in.
- De Nationale Orde van Verdienste
- De Orde van Carlos Manuel de Cespedes
- De Orde van Militaire Verdienste
- De Orde van Verdienste voor de Marine
- De Orde van Carlos J.Finlay
- De Orde van Verdienste voor Publieke Werken
- De Orde van Commerciële Verdienste

De Socialistische Republiek Cuba koos voor ridderorden die volgens het model en de vormen van de socialistische orden werden ingedeeld en vormgegeven.
- De Held van de Cubaanse Republiek (Spaans: "Héroe de la Republica de Cuba")
- De Orde van Che Guevara (Spaans: "Orden Ernesto Che Guevara")
- De Orde van Anna Betancourt (Spaans: "Orden Ana Betancourt"), 12 december 1979
- De Orde van Cienfuegos (Spaans: "Orden Cienfuegos")